# Guatlla pintada dorsicastanya
La guatlla pintada dorsicastanya (Turnix castanotus) és una espècie d'ocell de la família dels turnícids (Turnicidae) que habita zones àrides esguitades d'arbres a la llarga de la costa nord d'Austràlia.